# Áramütés
Az áramütés az emberi vagy állati testen keresztülfolyó elektromos áram által kiváltott biológiai hatás, melynek mértéke függ az áram jellemzőitől, a behatási időtől, a test impedanciájától és az áram útjától.
Az emberi test nedvei mint elektrolitok vezetik az elektromos áramot. A szervezeten áthaladó áram izom-, bőr- és idegi károsodást, illetve halált is okozhat. A károsodás mértékét az áram erőssége, jellege (egyenáram vagy váltakozó áram) és frekvenciája, a hatás ideje, a testimpedancia és az áram testen belüli útja határozza meg.

Az elektromos áram fiziológiai hatása az áramerősség és a hatás ideje függvényében (IEC publication 60479-1 alapján)

A 0.1 Hz és 100 Hz közötti frekvenciájú elektromos áram fiziológiai hatását a jobboldali grafikon mutatja az áramerősség és a behatási idő függvényében.
- AC1: Általában semmi hatás
- AC2: Általában semmi káros hatás
- AC3: Szervi károsodás nem keletkezik. Az áramerősség és a behatási idő növekedésével visszafordítható szívritmuszavarok, pitvari fibrilláció és ideiglenes szívleállás várható. 2 másodpercnél hosszabb idejű behatások esetén görcsszerű izom-összehúzódások és légzési nehézségek léphetnek fel
- AC4: Veszélyes halálos hatások, mint szívmegállás, légzésleállás, és súlyos égések léphetnek fel az AC3 hatásain felül
- AC4.1 A szívkamra-fibrilláció valószínűsége kisebb mint 5%
- AC4.2 A szívkamra-fibrilláció valószínűsége 5% és 50% között
- AC4.3 A szívkamra-fibrilláció valószínűsége nagyobb mint 50%

A test impedanciája jellemzően az áram útjától függ, kevésbé az érintési felülettől. Ha a frekvenciát is figyelembe vesszük, akkor elmondható, hogy a testnek egyenfeszültség esetén van a legnagyobb ellenállása és a frekvencia növekedésével az ellenállás csökken.
Az érintési feszültség fellépésének pillanatában az emberi test kapacitása még töltetlen, ezért a bőr ellenállása elhanyagolható. A test impedanciája tisztán ohmos ilyen esetben. Ez az ohmos ellenállás korlátozza az áramcsúcsokat.
Áramütés során többféle hatás léphet fel: izomösszehúzódások, vérnyomás-növekedés, sejtképzési zavarok, szívritmuszavarok, szívpitvari fibrilláció. Ezek a hatások általában nem halálosak. Néhány amperes vagy hosszabb idejű áramütés esetén égési és belső sérülések léphetnek fel.
A szívkamra-fibrilláció azért halálos, mert a vérkeringés megáll, és az oxigénellátás megszűnik. Azonban egyéb okok is vezethetnek halálhoz, mint pl. légzés zavarok. Ez két okból léphet fel: vagy az idegpályák és az izmok vagy az agyi légzésközpont sérülése miatt. Ezek az események elkerülhetetlenül halálhoz vezetnek.

## Nagy energiájú rendszerek áramütései
A modern elektromos berendezések nagy energiákat tárolnak vagy szállítanak. Ezek akár megközelítésük, burkolatuk, elkerítésük sérülése esetén is súlyos balesetet okozhatnak a közelben lévő személyeknek. 
A nagyfeszültségű és nagy frekvenciájú villamos rendszerek sajátossága hogy földelésük és távhatásuk miatt a közelben lévő fémekben, folyadékokban és nedvességben, és a talajban is életveszélyes feltöltődést okozhatnak. 
A nagyenergiájú kisülések és zárlatok többféle, emberre különösen veszélyes hatásokkal járhatnak: 
- Fényhatás: erős felvillanás, melynek UV komponense bőrégést okozhat
- Hőhatás: az anyagok ellenállásuk folytán energiát nyelnek el, ami hő formájában jelentkezik.  Emiatt a fémek megolvadnak, felforrósodnak; a nem teljesen szigetelő anyagok megégnek, meggyulladnak
- Robbanás: folyadékok és anyagok hirtelen felmelegedése azokat szétveti, rongálja
- A Lorentz-erő az árammal arányosan megnövekszik, ami zárlat esetén a berendezés részeinek szétrepülését is okozhatja

## Áramütés megelőzése
Az érintésvédelem célja az aktív vezetők közvetlen megérintése elleni védelem és a meghibásodás esetén feszültség alá kerülő részek okozta balesetek. 